# Altica zangana
Altica zangana es una especie de coleóptero de la familia Chrysomelidae. Fue descrita científicamente por primera vez en 1981 por Chen & Wang.